# Madagaskar i olympiska spelen
Madagaskar har deltagit i 13 olympiska sommarspel, vartenda sedan 1964 utom 1976 och 1988. Inga medaljer har tagits. Landet har ställt upp i olympiska vinterspelen tre gånger och debuterade i Turin 2006.

## Medaljer
| Guld | Silver | Brons | Totalt antal medaljer |
| ---- | ------ | ----- | --------------------- |
| 0    | 0      | 0     | 0                     |

| Spel                | Idrottare        | Guld        | Silver      | Brons       | Totalt      | Placering   |
| Tokyo 1964          | 3                | 0           | 0           | 0           | 0           | –           |
| Mexico City 1968    | 4                | 0           | 0           | 0           | 0           | –           |
| München 1972        | 3                | 0           | 0           | 0           | 0           | –           |
| Montréal 1976       | Deltog inte      | Deltog inte | Deltog inte | Deltog inte | Deltog inte | Deltog inte |
| Moskva 1980         | 6                | 0           | 0           | 0           | 0           | –           |
| Los Angeles 1984    | 2                | 0           | 0           | 0           | 0           | –           |
| Seoul 1988          | Deltog inte      | Deltog inte | Deltog inte | Deltog inte | Deltog inte | Deltog inte |
| Barcelona 1992      | 9                | 0           | 0           | 0           | 0           | –           |
| Atlanta 1996        | 2                | 0           | 0           | 0           | 0           | –           |
| Sydney 2000         | 10               | 0           | 0           | 0           | 0           | –           |
| Aten 2004           | 9                | 0           | 0           | 0           | 0           | –           |
| Peking 2008         | 6                | 0           | 0           | 0           | 0           | –           |
| London 2012         | 7                | 0           | 0           | 0           | 0           | –           |
| Rio de Janeiro 2016 | 6                | 0           | 0           | 0           | 0           | –           |
| Tokyo 2020          | 6                | 0           | 0           | 0           | 0           | –           |
| Paris 2024          | Framtida tävling |             |             |             |             |             |
| Los Angeles 2028    | Framtida tävling |             |             |             |             |             |
| Brisbane 2032       | Framtida tävling |             |             |             |             |             |
| Totalt              | Totalt           | 0           | 0           | 0           | 0           | –           |

| Spel                | Idrottare        | Guld             | Silver           | Brons            | Totalt           | Placering        |
| Turin 2006          | 1                | 0                | 0                | 0                | 0                | –                |
| Vancouver 2010      | Deltog inte      |                  |                  |                  |                  |                  |
| Sotji 2014          | Deltog inte      |                  |                  |                  |                  |                  |
| Pyeongchang 2018    | 1                | 0                | 0                | 0                | 0                | –                |
| Peking 2022         | 2                | 0                | 0                | 0                | 0                | –                |
| Milano–Cortina 2026 | Framtida tävling | Framtida tävling | Framtida tävling | Framtida tävling | Framtida tävling | Framtida tävling |
| Totalt              | Totalt           | 0                | 0                | 0                | 0                | –                |